# Przeciwskręt
Przeciwskręt – technika kierowania pojazdami jednośladowymi, w szczególności motocyklami, polegająca na chwilowym i stosunkowo nieznacznym skręceniu kierownicy w kierunku przeciwnym do zamierzonego skrętu. Powoduje to przechył w kierunku zamierzonego skrętu, w konsekwencji czego jednoślad skręca.
W praktyce przeciwskręt wykonuje się zazwyczaj poprzez popchnięcie drążka kierownicy. W szczególności aby zainicjować skręt w lewo – wykonuje się pchnięcie lewej rączki kierownicy, natomiast aby zainicjować skręt w prawo – wykonuje się pchnięcie prawej rączki.
Przeciwskręt jest najbardziej efektywnym sposobem wykonywania zakrętów, szczególnie w przypadku ciężkich motocykli oraz dużych prędkości. Działa jednak również przy niewielkich prędkościach oraz lekkich jednośladach, w tym na rowerach.
Nazwa przeciwskręt wynika z pozornej sprzeczności z potocznym zrozumieniem procesu skręcania jednośladów, gdyż wydawałoby się, że aby zainicjować skręt, należy skręcić kierownicę w kierunku zamierzonego skrętu.
Oprócz inicjowania procesu skręcania przeciwskręt może być również używany do pogłębienia skrętu (wykonywania skrętu mocniejszego, po mniejszym promieniu), dlatego znajomość tej techniki jest ważnym elementem bezpieczeństwa jazdy motocyklem. Np. aby pogłębić skręt w prawo, należy wykonać krótkotrwałe pchnięcie prawej rączki kierownicy (czyli ruch kierownicy w lewo).